# UPS 항공 6편 추락 사고
UPS 항공 6편 추락 사고(영어: UPS Airlines Flight 6)는 2010년 9월 3일 아랍에미리트 두바이와 독일 쾰른을 오가는 항로를 비행하던 보잉 747-400F는 기내 화재가 발생해 항공기 추락사고로 유일한 탑승객인 승무원 2명이 숨졌다. UPS 항공으로서는 첫 번째 치명적인 항공사고였다. 추락사고는 조종석 연기로부터 여객기를 보호하는 안전절차에 대한 재평가를 촉발했다.

## 같이 보기
- 아시아나항공 991편 추락 사고
- 페덱스 익스프레스 80편 불시착 사고